# Forța Spațială (serial)
Forța Spațială (în engleză Space Force) este un serial TV american dramatic de comedie științifico-fantastic din 2020 creat de Greg Daniels și Steve Carell pentru Netflix. Se concentrează asupra unui grup de oameni însărcinați să înființeze cea de-a șasea ramură a Forțelor Armate ale Statelor Unite ale Americii, Forța Spațială a Statelor Unite ale Americii (United States Space Force). În rolurile principale interpretează Steve Carell, John Malkovich, Ben Schwartz, Diana Silvers, Lisa Kudrow, Tawny Newsome și Jimmy O. Yang. A avut premiera pe Netflix la 29 mai 2020, cu recenzii mixte. În noiembrie 2020, a fost reînnoit pentru un al doilea sezon, care a avut premiera la 18 februarie 2022, cu recenzii pozitive. În aprilie 2022, serialul a fost anulat după două sezoane.

## Premisă
Forța Spațială este un serial TV de comedie dramă care are loc la locul de muncă și care se concentrează asupra unui grup de oameni însărcinați să înființeze cea de-a șasea ramură a Forțelor Armate ale Statelor Unite, Forța Spațială a Statelor Unite.  Sezonul unu urmărește eforturile generalului Mark Naird (Carell) de a pune „ghete pe lună” până în 2024, conform ordinului președintelui (de preferat ghete care pot fi și mexicane sau portugheze, nu contează, dar cu picioare americane).

## Distribuție

### Roluri principale
- Steve Carell - General 4 stele Mark R. Naird, primul comandat al Forței Spațiale[11]
- John Malkovich - Dr. Adrian Mallory, cercetător-șef al Forței Spațiale
- Ben Schwartz - F. Tony Scarapiducci, director de social media al Forței Spațiale
- Diana Silvers - Erin Naird, fiica adolescentă a lui Mark
- Tawny Newsome - Căpitan Angela Ali, un pilot de elicopter al Forțelor Spațiale și, mai târziu, astronaut. În ultimele minute ale ultimului episod din sezonul 2, ea este promovată ca maior.
- Jimmy O. Yang - asistentul principal al Dr. Mallory  (sezonul 2 rol principal; sezonul 1 rol secundar)
- Don Lake - General de brigadă Bradley Gregory, adjutantul al lui Naird  (sezonul 2 rol principal; sezonul 1 rol secundar)

### Roluri secundare

#### Militari

- Noah Emmerich - General Kick Grabaston, Șeful Statului Major al Forțelor Aeriene ale Statelor Unite
- Alex Sparrow - Căpitanul Iuri „Bobby” Telatovici, o legătură a Forțelor Spațiale Ruse cu Forțele Spațiale Americane, spion și fiul nelegitim al lui Vladimir Putin
- Roy Wood Jr. - Colonel Bert Mellows, legătura Armatei Statelor Unite cu Forța Spațială
- Jane Lynch - Șeful Operațiunilor Navale
- Diedrich Bader - General Rongley, Șeful Statului Major al Armatei Statelor Unite
- Patrick Warburton - General Dabney Stramm, Comandantul infanteriei marine a Statelor Unite[12]
- Larry Joe Campbell - Admiral Louis Biffoont, Comandantul Gărzii de Coastă[13]
- Spencer House - Duncan Tabner, un agent de securitate al Forțelor Spațiale originar din Alabama
- Jamison Webb - Maiorul Lee Baxter
- Brandon Molale - Căpitanul Clarke Luffinch, USAF

#### Politicieni
- Dan Bakkedahl - John Blandsmith, Secretarul Apărării (Sezonul 1)
- Ginger Gonzaga - Anabela Ysidro-Campos, creditată și la care se face referire ca - „Tânăra Congresmană supărată” și, de asemenea, cunoscută - ca AYC, o parodie a politicienei Alexandria Ocasio-Cortez[14]
- Concetta Tomei - Reprezentantul Pitosi, o parodie a președintei Camerei Reprezentanților a Statelor Unite ale Americii Nancy Pelosi[15]
- Alan Blumenfeld - Senatorul Schugler, o parodie a liderului majorității din Senat, Chuck Schumer[16]
- Tim Meadows - Secretarul Apărării (Sezonul 2)

#### Oameni de știință
- Jessica St. Clair - Kelly King, inginer de structuri și antreprenor civil
- Thomas Ohrstrom - Dr. Vandeveld
- Nancy Lantis - Dr. Wolf
- Punam Patel - Dr. Ranatunga
- JayR Tinaco - Dr. Xyler

#### Familie
- Fred Willard - Fred Naird, tatăl lui Mark (Sezonul 1)
- Lisa Kudrow - Maggie Naird, soția lui Mark

#### Alții
- Chris Gethard - Eddie Broser
- Landon Ashworth - Gabe Eli
- Owen Daniels - Obie Hanrahan
- Aparna Nancherla - Pella Bhat
- Hector Duran - Julio Díaz-José
- Carolyn Wilson - Louise Papaleo
- Vivis Colombetti - Hilde
- Amanda Lund - Anna
- Marc Sully Saint-Fleur - Jean Baptiste Bosou
- Scott Michael Morgan - Emmett Bunyan

## Episoade

### Sezonul I (2020)
| Nr. în serial | Nr. în sezon | Titlu                                | Regizat de   | Scris de                            | Data lansării |
| ------------- | ------------ | ------------------------------------ | ------------ | ----------------------------------- | ------------- |
| 1             | 1            | „Lansarea”                           | Paul King    | Steve Carell & Greg Daniels         | 29 mai 2020   |
| 2             | 2            | „Salvați Epsilon 6!”                 | Tom Marshall | Greg Daniels                        | 29 mai 2020   |
| 3             | 3            | „Mark și Mallory merg la Washington” | Tom Marshall | Shepard Boucher                     | 29 mai 2020   |
| 4             | 4            | „Habitatul lunar”                    | Paul King    | Lauren Houseman                     | 29 mai 2020   |
| 5             | 5            | „Simularea”                          | Dee Rees     | Brent Forrester                     | 29 mai 2020   |
| 6             | 6            | „Spionul”                            | Dee Rees     | Aasia Lashay Bullock & Connor Hines | 29 mai 2020   |
| 7             | 7            | „Edison Jaymes”                      | Jeff Blitz   | Yael Green                          | 29 mai 2020   |
| 8             | 8            | „Vizita conjugală”                   | David Rogers | Maxwell Theodore Vivian             | 29 mai 2020   |
| 9             | 9            | „E plăcut să fii iarăși pe Lună”     | Daina Reid   | Paul Lieberstein                    | 29 mai 2020   |
| 10            | 10           | „Răspuns temperat”                   | Daina Reid   | Greg Daniels                        | 29 mai 2020   |

### Sezonul al II-lea (2022)
| Nr. în serial | Nr. în sezon | Titlu                  | Regizat de | Scris de         | Data lansării     |
| ------------- | ------------ | ---------------------- | ---------- | ---------------- | ----------------- |
| 11            | 1            | „Ancheta”              | Ken Kwapis | Steve Carell     | 18 februarie 2022 |
| 12            | 2            | „Restricții bugetare”  | Ken Kwapis | Kim Tran         | 18 februarie 2022 |
| 13            | 3            | „Delegația chineză”    | Ken Kwapis | Jimmy O. Yang    | 18 februarie 2022 |
| 14            | 4            | „Proiectul”            | Ken Kwapis | Lauren Houseman  | 18 februarie 2022 |
| 15            | 5            | „Energie și încredere” | Ken Kwapis | Brent Forrester  | 18 februarie 2022 |
| 16            | 6            | „Vizita la medic”      | Ken Kwapis | Norm Hiscock     | 18 februarie 2022 |
| 17            | 7            | „Intruziunea”          | Ken Kwapis | Mamoudou N'Diaye | 18 februarie 2022 |